# Dendromyza ledermannii
Dendromyza ledermannii là một loài thực vật có hoa trong họ Santalaceae. Loài này được (Pilg.) Stauffer mô tả khoa học đầu tiên năm 1969.